# Лаубах (Кохем-Целль)
Лаубах (нім. Laubach) — громада в Німеччині, розташована в землі Рейнланд-Пфальц. Входить до складу району Кохем-Целль. Складова частина об'єднання громад Кайзерзеш.
Площа — 3,58 км2. Населення становить 636 ос. (станом на 31 грудня 2020).